# 三和安塚道路
三和安塚道路（さんわやすづかどうろ）は新潟県上越市にあり、国道253号上越三和道路 三和ICから安塚ICに至る延長9 kmの地域高規格道路である。一般国道253号の自動車専用道路として事業が進められている。
新潟県南西部の上越市を中心とする上越地域と十日町市・南魚沼市を中心とする魚沼地域を相互に連絡する地域高規格道路 上越魚沼地域振興快速道路の一部を形成する。現道の国道253号は沿線に民家が多く道路の幅員が狭い事もあり、特に冬場の降雪時には自動車の走行に危険を生じている。一般国道253号は24時間体制で除雪を実施しているが、異常降雪時には交通規制が生じ、経済活動等に影響を与えている。このような降雪・積雪による危険を排除し、通過交通を円滑に処理する事によって地域の発展や日常生活の向上が期待されている。

## 概要
- 起点 : 新潟県上越市三和区広田[1]（三和IC = 新潟県道30号新井柿崎線・国道253号上越三和道路交点）
- 終点 : 新潟県上越市安塚区松崎[1]（安塚IC = 新潟県道43号上越安塚浦川原線交点）
- 全長 : 9 km[1]
- 規格 : 第1種第3級[1]
- 設計速度 : 80 km/h[1]
- 車線数 - 4車線（暫定2車線）[1]
- 指定区間 : 無し

## 通過市町村
- 新潟県
  - 上越市

## 歴史
- 1994年12月16日 : 上越魚沼地域振興快速道路 上越市 - 六日町（現・南魚沼市）（総延長 60 km）が計画路線に指定[1]
- 1995年8月23日 : 上越市 - 松代町（総延長 29 km）が調査区間に指定[1]
- 1996年8月30日 : 三和安塚道路（総延長 9 km）が整備区間に指定[1]
- 2010年3月13日 : 浦川原IC - 安塚IC間（4.7 km）開通

## インターチェンジなど
- （三和IC（新潟県道30号新井柿崎線・国道253号上越三和道路）：計画中）
- 浦川原IC（国道253号）
- 安塚IC （新潟県道43号上越安塚浦川原線）

## 構造物
- トンネル
  - 浦川原1号トンネル（1,864 m）
  - 浦川原2号トンネル（1,181 m）